# Ред-Ривер (притока Міссісіпі)
Ред-Ривер (англ. Red River, укр. Червона річка) — велика річка на півдні США. Назва на честь місцевості з червоноколірними відкладами її басейну. Незважаючи на те, що колись Ред-Ривер була притокою річки Міссісіпі, тепер вона є притокою річки Атчафалйа, відгалуження Міссісіпі, що тече окремо в Мексиканську затоку. Вона з'єднана з Міссісіпі за допомогою системи гідротехнічних споруд.
Південний берег Ред-Ривер був кордоном між США та Мексикою відповідно до Договору Адамса-Онісіа (1821 року) аж до анексії Техасу відповідно до договору Гваделупе-Ідальго.

Карта басейну Ред-Ривер

Ред-Ривер є другим за величиною річковим басейном на півдні Великих рівнин. Розділяється на два рукави у Техасі тече на схід, де виступає як кордон між штатами Техас і Оклахома. Ріка утворює короткий кордон між Техасом і Арканзасом, перш ніж увійти в Арканзас, повертаючи на південь біля Фултона, Арканзас, і впадаючи в Луїзіану, де впадає в річку Атчафалайа. Загальна довжина річки — 2189 кілометрів, із середнім водотоком понад 1641 м3/секунду.[джерело?]

## ГЕС
На річці розташовано ГЕС Денісон.